# Ottomar Weymann

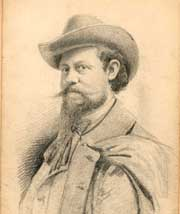
Porträt

Ottomar Paul Erhardt Weymann (* 17. Juli 1853 in Flatow, Westpreußen; † 24. April 1909 in Straßburg im Elsass) war kaiserlich-technischer Eisenbahn-Assistent, technischer Zeichner und ein deutscher Maler. Er wurde für seine Gebrauchsmalerei, insbesondere für seine Arbeiten für den Verein Schlaraffia und die Darstellung des Straßburger Münsters bekannt.

## Leben
In Flatow, Westpreußen, als Sohn des Konditors Heinrich Weymann geboren, studierte er Kunst in Düsseldorf. Aus der Ehe mit Bertha Fanny Eppel (* 18. März 1855, † in Berlin) gingen drei Kinder hervor: Fritz Weymann (* 8. Mai 1875, † 4. November 1944), Berta Weymann und Georg Weymann.
Er war Erz- und Ober-Schlaraffe eines Schlaraffia-Ortsvereines, welcher noch heute sein Grabmal in Straßburg pflegt. Sein Ritter-Titel war „Leonardo da Vinci“.
Er übergab am 21. Dezember 1890 in Friedrichsruhe gemeinsam mit anderen Repräsentanten Straßburgs eine Huldigungsadresse an Reichskanzler Otto von Bismarck, den die deutschen Menschen in Elsaß-Lothringen besonders verehrten.
Ottomar Weymann war Ritter des Preußischen Kronenordens.

## Werke
Als Zeichner illustrierte er z. B. die elsässische Sage „Das Riesenspielzeug“ und zeichnete das Straßburger Münster; die Zeichnung wird heute noch als Postkarte in Straßburg verkauft.
Der technische Zeichner hat als Kunstmaler und Versdichter nebenberuflich eine große Zahl an Zeichnungen und Versen für alle möglichen Gelegenheiten hinterlassen:
- Gruß-Postkarten zum Jahreswechsel
- Gelegenheitspostkarten zu besonderen Ereignissen
- Bilder von Straßburg und dem Elsass
- Illustrationen und Karikaturen in folgenden kleineren Blättern:
- Der Jugendfreund, Correspondenzblatt für ehemalige Zöglinge des K.Gr. Militär-Waisenhauses in Potsdam und Schloß Pretsch
- Das Elsaß, Illustrirtes Wochenblatt
- D'r Meiselocker und D'r Maikäfer, Le petit Strasbourgeois

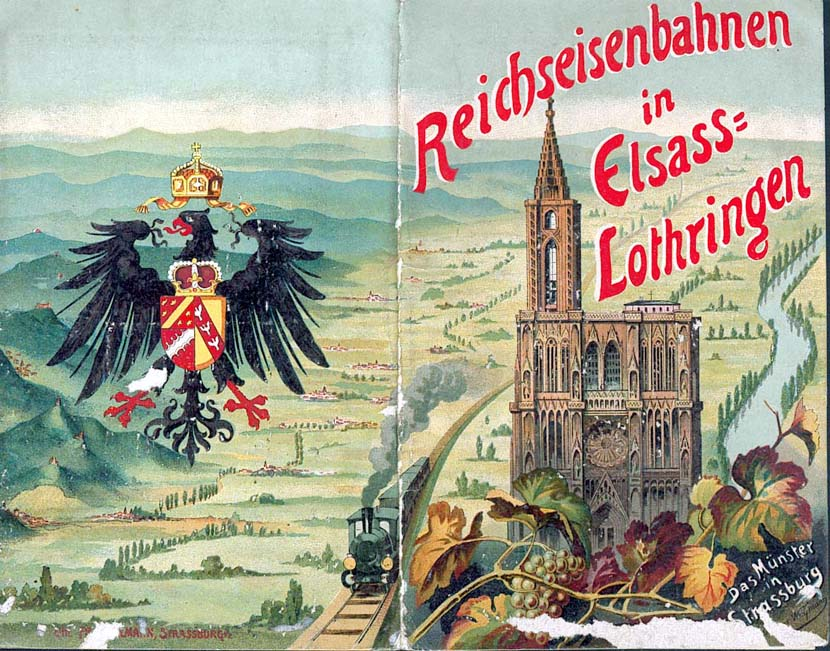
Farbzeichnung von Ottomar Weymann
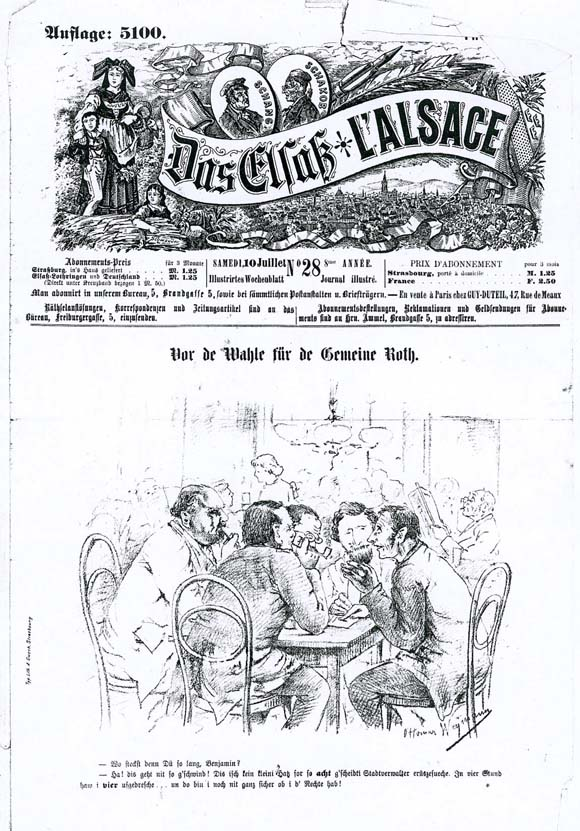
Zeichnung von Ottomar Weymann
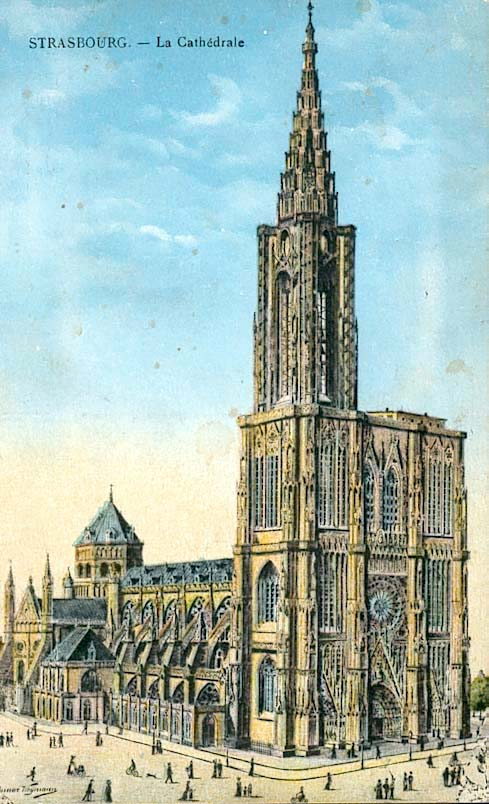
Kolorierte Zeichnung von Ottomar Weymann
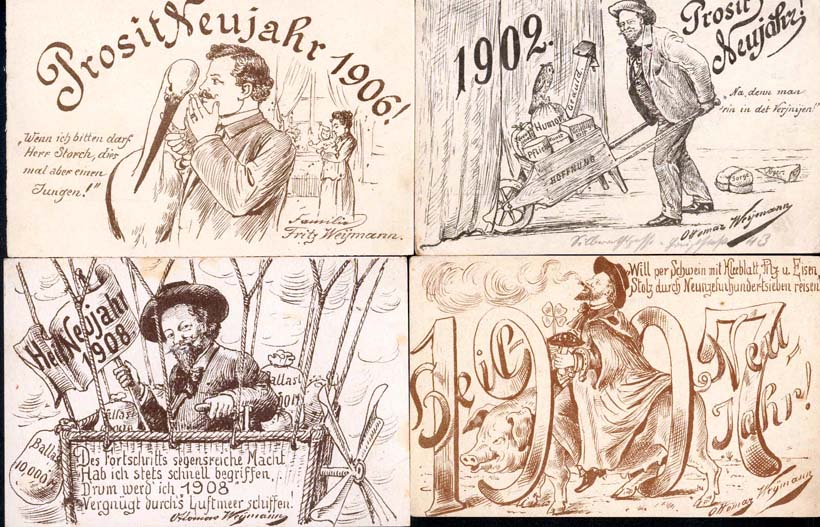
Diverse Postkarten von Ottomar Weymann
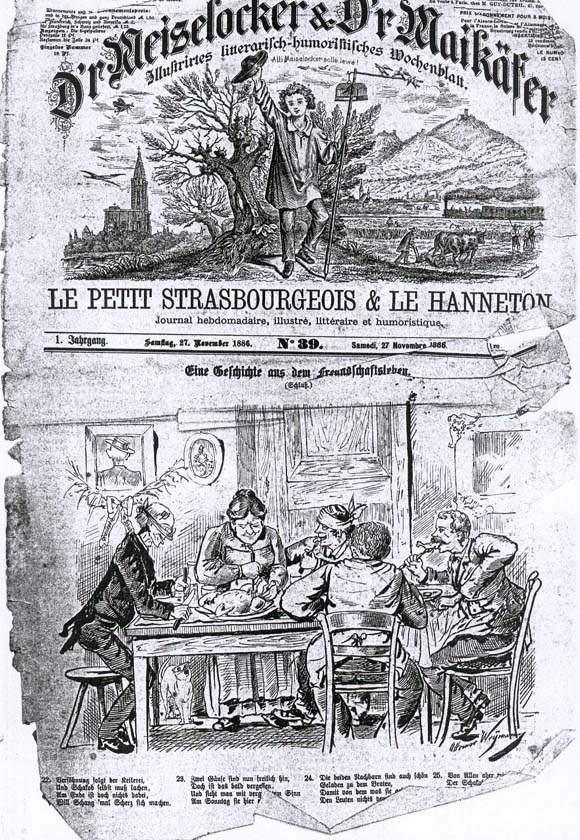
Zeichnung von Ottomar Weymann